# AB6IX
AB6IX (hangul: 에이비식스; rr: Eibisikseu; pronunciado como A-B-Six) é uma boy band sul-coreana formada pela Brand New Music em 2019. O grupo consiste de quatro integrantes: Jeon Woong, Kim Dong-hyun, Park Woo-jin e Lee Dae-hwi. O ex-integrante Lim Youngmin deixou o grupo oficialmente no dia 8 de junho de 2020.
O grupo estreou no dia 22 de maio de 2019, com seu primeiro EP, B Complete.

## Nome
AB6IX é uma abreviação para "Absolute Six". Seu nome é também uma abreviação para "Above BrandNew Six".

## História

### Pré-estreia
Lim Young-min, Kim Dong-hyun, Park Woo-jin e Lee Dae-hwi participaram do survival show da Mnet, Produce 101 Season 2 em 2017. Dae-hwi e Woo-jin ficaram em 3.º e 6.º, respectivamente, tornando-se membros da boy band temporária Wanna One. Young-min e Dong-hyun ficaram em 15.º e 28.º, respectivamente. Em 2018, Lee Dae-hwi esteve envolvido em muitas atividades solo, incluindo a participação no Global MC Crew do M Countdown (no qual ele se tornou um apresntador permanente em abril de 2019), ser um MC especial em outros programas musicais, como Inkigayo e na KCON durante 2017 e 2018 em suas paradas no Japão, na Tailândia, na Austrália e em Nova Iorque. Young-min e Dong-hyun estrearam como a dupla MXM em setembro de 2017 com seu primeiro EP, Unmix. O nome da dupla vem de "Mix and Match" e de "More and More," ambos tendo diferentes significados para o grupo. O primeiro representa o quão compatíveis ambos são como um grupo e o segundo representa sua constantemente crescente determinação para sucesso na indústria musical. Em março, eles lançaram seu segundo EP intitulado Match Up. Em agosto, apenas 11 meses depois da estreia, eles lançaram seu primeiro álbum de estúdio, More Than Ever, que marca o último capítulo da trilogia MIX, MATCH, MORE. A dupla entrou em turnê em nove cidades ao redor do mundo além de quatro fan signs e fan meetings esgotados. Lee Dae-hwi ajudou com esse álbum, produzindo as músicas "Hoping That You'd Love Me" e "Dawn." A MXM juntamente dos participantes do Produce 101 Season 2 Jeong Se-woon e Lee Gwang-Hyun formaram o projeto da Starship Entertainment e Brand New Music YDPP. Park Woo-jin e Lee Dae-hwi colaboraram em um single chamado "Candle" em 29 de janeiro de 2019. Jeon Woong foi previamente trainee das empresas JYP, Woollim e YG Entertainment. Suas aparições pré-debut incluem o vídeo clipe "As Long As You're Not Crazy" do Infinite H e do survival show da Mnet Stray Kids, como um trianee da YG Entertainment nos episódios JYP vs YG. Woong foi um trainee na Brand New Music por quatro anos e um dançarino para o MXM durante sua primeira turnê. Anteriormente da estreia, Lee Dae-hwi compôs a música "Airplane" para o mini álbum Heart*iz, lançado em primeiro de abril de 2019 para o girl group IZ*ONE.

### 2019–presente: Estreia,B:Complete,6ixensee turnê
O reality show de debut do grupo, BrandNewBoys, estreou em 18 de abril de 2019 na Mnet. O reality show seguiu a história dos cinco integrantes enquanto se preparavam para a estreia e incluiu gravações do dia-a-dia deles. Em 26 de abril de 2019, o AB6IX lançou um vídeo clipe de performance da música "Hollywood". Lee Dae Hwi participou na composição e Park Woo Jin coreografou "Hollywood", que foi apresentada no Produce 101 Season 2 para a avaliação de agência. Essa versão da canção contou com o quinto membro do AB6IX Jeong Woong pela primeira vez. AB6IX debutou em 22 de maio de 2019 com o EP B:Complete. Eles tiveram seu showcase de debut no mesmo dia no Olympic Hall. Esse álbum contém sete músicas, combinando os trabalhos de todos os cinco integrantes, vindos de diferentes backgrounds musicais. Em 27 de julho de 2019, AB6IX realizou seu primeiro fan meeting, intitulado "1st ABNEW," na Singapura no The Star Theatre para celebrar o lançamento do EP B:Complete. Em 24 de setembro de 2019, AB6IX colaborou com a Lizzo em um remix da música "Truth Hurts," originalmente lançada pela cantora em 2017. Em 7 de outubro de 2019, o AB6IX lançou seu primeiro álbum de estúdio 6ixense e ficou em #30 na Billboard's Social 50 Chart em 15 de outubro depois de estar lá por quatro semanas. Em 9 de novembro de 2019, o grupo realizou seu primeiro show, intitulado "6ixense" na Coreia do Sul na Olympic Gymnastics Arena. O AB6IX lançou seu mini álbum digital 5NALLY em 13 de fevereiro de 2020. O EP contém cinco músicas solo, uma para cada integrante. Em 7 de fevereiro de 2020 foi anunciado que a parte europeia da turnê 6IXENSE foi cancelada por razões de preocupação com a saúde pela pandemia de COVID-19 e em 11 de março de 2020, foi anunciado que a parte dos Estados Unidos também foi cancelada. Em 8 de junho, a Brand New Music anunciou que Youngmin deixou o grupo após ser pego dirigindo embriagado. O comeback do AB6IX‚ 'VIVID‘, originalmente planejado para 8 de junho, foi adiado para o dia 29 de junho.

## Integrantes
| AB6IX          | AB6IX          | AB6IX              | AB6IX              | AB6IX                            | AB6IX               | AB6IX                                                    |
| Integrantes    | Integrantes    | Integrantes        | Integrantes        | Integrantes                      | Integrantes         | Integrantes                                              |
| Nome artístico | Nome artístico | Nome de nascimento | Nome de nascimento | Data de nascimento               | Local de nascimento | Posição no grupo                                         |
| Romanização    | Hangul         | Romanização        | Hangul             | Data de nascimento               | Local de nascimento | Posição no grupo                                         |
| -------------- | -------------- | ------------------ | ------------------ | -------------------------------- | ------------------- | -------------------------------------------------------- |
| Woong          | 웅             | Jeon Woong         | 전웅               | 15 de outubro de 1997 (27 anos)  | Daejeon             | Vocalista Principal e Dançarino Líder.                   |
| Donghyun       | 동현           | Kim Donghyun       | 김동현             | 17 de setembro de 1998 (26 anos) | Daejeon             | Vocalista Líder e Visual.                                |
| Woojin         | 우진           | Park Woojin        | 박우진             | 2 de novembro de 1999 (25 anos)  | Busan               | Rapper Principal, Dançarino Principal e Vocalista.       |
| Daehwi         | 대휘           | Lee Daehwi         | 이대휘             | 29 de janeiro de 2001 (24 anos)  | Seul                | Dançarino Líder, Vocalista Líder, Center, Face e Maknae. |
| Ex-integrante  |                |                    |                    |                                  |                     |                                                          |
| Nome artístico | Nome artístico | Nome de nascimento | Nome de nascimento | Data de nascimento               | Local de nascimento | Posição no grupo                                         |
| Romanização    | Hangul         | Romanização        | Hangul             | Data de nascimento               | Local de nascimento | Posição no grupo                                         |
| Youngmin       | 영민           | Lim Youngmin       | 임영민             | 25 de dezembro de 1995 (29 anos) | Seul                | Líder, Rapper Líder e Vocalista.                         |

## Discografia

### Álbuns de estúdio
| Título  | Detalhes | Melhor posição nas paradas musicais | Melhor posição nas paradas musicais | Vendas                             |
| Título  | Detalhes | KOR                                 | JPN                                 | Vendas                             |
| ------- | --- | ----------------------------------- | ----------------------------------- | ---------------------------------- |
| 6ixense | - Lançamento: 7 de outubro de 2019 (KOR) - Gravadora: Brand New Music - Formato: CD, download digital, streaming | 2                                   | 25                                  | - KOR: 141,280 - JPN: 4,859 (Phy.) |

### Extended plays
| Título                                                                              | Detalhes | Melhor posição nas paradas musicais | Melhor posição nas paradas musicais | Vendas                      |
| Título                                                                              | Detalhes | KOR                                 | JPN                                 | Vendas                      |
| ----------------------------------------------------------------------------------- | --- | ----------------------------------- | ----------------------------------- | --------------------------- |
| B Complete                                                                          | - Lançamento: 22 de maio de 2019 (KOR) - Gravadora: Brand New Music - Formato: CD,download digital, streaming   | 2                                   | 10                                  | - KOR: 168,075 - JPN: 6,741 |
| 5NALLY                                                                              | - Lançamento: 13 de fevereiro de 2020 (KOR) - Gravadora: Brand New Music - Formato: Download digital, streaming | —                                   | —                                   | —                           |
| VIVID                                                                               | - Lançamento: 29 de junho de 2020 (KOR) - Gravadora: Brand New Music - Formato: CD,download digital, streaming  | 3                                   | 12                                  | - KOR: 86,410               |
| "—" significa que o lançamento não entrou nas paradas ou não foi lançada na região. | |                                     |                                     |                             |

### Singles
| Título                                                                              | Ano  | Melhor posição nas paradas musicais | Melhor posição nas paradas musicais | Álbum      |
| Título                                                                              | Ano  | KOR                                 | KOR Hot                             | Álbum      |
| ----------------------------------------------------------------------------------- | ---- | ----------------------------------- | ----------------------------------- | ---------- |
| "Breathe"                                                                           | 2019 | 79                                  | 26                                  | B:Complete |
| "Blind for Love"                                                                    | 2019 | 67                                  | —                                   | 6ixense    |
| "The Answer" (답을 줘)                                                              | 2020 | 70                                  | —                                   | VIVID      |
| "—" significa que o lançamento não entrou nas paradas ou não foi lançada na região. |      |                                     |                                     |            |

### Outras músicas que entraram nas paradas musicais
| Título      | Ano  | Melhor posição nas paradas musicais | Álbum      |
| Título      | Ano  | KOR                                 | Álbum      |
| ----------- | ---- | ----------------------------------- | ---------- |
| "Hollywood" | 2019 | 190                                 | B:Complete |

### Como artista convidado
| Título                                | Ano  | Álbum            |
| ------------------------------------- | ---- | ---------------- |
| "Truth Hurts" (Lizzo featuring AB6IX) | 2019 | Single sem álbum |

## Filmografia

### Reality shows
| Ano  | Título             | Episódios | Notas       | Ref.   |
| ---- | ------------------ | --------- | ----------- | ------ |
| 2019 | Brand New Boys     | 8         | Mnet        | [ 40 ] |
| 2019 | AB6IX Loyalty Game | 6         | Dingo Music | [ 41 ] |
| 2020 | AB4U               | 4         | V Live      | [ 42 ] |

## Shows e turnês

### Turnês como artista principal
- AB6IX World Tour: 6ixense (2019–2020)[43]

## Prêmios e indicações
| Ano  | Premiação                    | Categoria                                | Resultado | Ref.   |
| ---- | ---------------------------- | ---------------------------------------- | --------- | ------ |
| 2019 | Starhub Night of Stars       | Rising Star Award                        | Venceu    | [ 44 ] |
| 2019 | Mnet Asian Music Awards      | Best New Male Artist                     | Indicado  | [ 45 ] |
| 2019 | Mnet Asian Music Awards      | Worldwide Fans' Choice                   | Indicado  | [ 45 ] |
| 2019 | Mnet Asian Music Awards      | Artist of the Year                       | Indicado  | [ 45 ] |
| 2019 | Melon Music Awards           | Hot Trend Award                          | Venceu    | [ 46 ] |
| 2019 | Asia Artist Awards           | Favorite Group                           | Indicado  | [ 47 ] |
| 2019 | Asia Artist Awards           | Rookie of the Year                       | Venceu    | [ 48 ] |
| 2019 | Asia Artist Awards           | StarNews Popularity Award                | Indicado  | [ 49 ] |
| 2019 | Korea First Brand Awards     | New Male Artist                          | Venceu    | [ 50 ] |
| 2019 | MTV Europe Music Awards      | Best Korean Act                          | Indicado  | [ 51 ] |
| 2019 | V Live Awards                | Global Rookie Top 5                      | Venceu    | [ 52 ] |
| 2019 | V Live Awards                | The Most Loved Artist                    | Indicado  | [ 53 ] |
| 2019 | Soribada Best K-Music Awards | Main Prize (Bonsang)                     | Venceu    | [ 54 ] |
| 2019 | Soribada Best K-Music Awards | Male Popularity                          | Indicado  | [ 55 ] |
| 2019 | Genie Music Awards           | Genie Music Popularity Award             | Indicado  | [ 56 ] |
| 2019 | Genie Music Awards           | Global Popularity Award                  | Indicado  | [ 57 ] |
| 2019 | Genie Music Awards           | Next Generation Star                     | Venceu    | [ 58 ] |
| 2019 | Genie Music Awards           | The Male New Artist                      | Indicado  | [ 59 ] |
| 2019 | Genie Music Awards           | The Top Artist                           | Indicado  |        |
| 2019 | Mnet Japan Awards            | Variety Category                         | Venceu    | [ 60 ] |
| 2020 | Golden Disc Awards           | Album Bonsang                            | Indicado  | [ 61 ] |
| 2020 | Golden Disc Awards           | Popularity Award                         | Indicado  | [ 61 ] |
| 2020 | Golden Disc Awards           | Rookie of the Year                       | Indicado  | [ 61 ] |
| 2020 | Golden Disc Awards           | Next Generation Artist Award             | Venceu    | [ 62 ] |
| 2020 | Seoul Music Awards           | New Artist Award                         | Venceu    | [ 63 ] |
| 2020 | Seoul Music Awards           | Popularity Award                         | Indicado  | [ 64 ] |
| 2020 | Seoul Music Awards           | K-Wave Popularity Award                  | Indicado  | [ 64 ] |
| 2020 | Seoul Music Awards           | QQ Music Most Popular K-Pop Artist Award | Indicado  | [ 65 ] |
| 2020 | Brand Customer Loyalty Award | Rising Star - Male Idol                  | Venceu    | [ 66 ] |